# Калашник, Анатолий Ильич
Анатолий Ильич Калашник (род. 7 ноября 1952, Большой Бейсуг, Краснодарский край, СССР) — советский и российский учёный. Кандидат технических наук (1987).

## Биография
Родился 7 ноября 1952 года в селе Большой Бейсуг Краснодарского края. Окончил в 1979 году с отличием Ленинградский горный институт. В Горном институте КНЦ РАН работает с 1979 года — инженер, младший научный сотрудник, ученый секретарь, зав. сектором (с 2004). Специалист в области геомеханики, геоинформатики, геоэкологии. Исследовал и выполнил геомеханическое обоснование разработки свиты рудных пластов в тектонически напряженном скальном массиве (1979—1989). Автор и соавтор ряда методических и инструктивных документов по обеспечению безопасной отработки редкометалльных месторождений в удароопасных условиях (1982—2002). Ответственный исполнитель нескольких проектов по сохранению природных систем и окружающей среды Мурманской области (1987—2005), в том числе международных: Программа ООН по устойчивому развитию Мурманской области (1997); проект Европейской комиссии «Управление качеством окружающей среды на Кольском полуострове» (2004—2006). Принимал активное участие в разработке Концепции стабилизации и развития горнопромышленного комплекса Мурманской области (1997) и Стратегии экономического развития Мурманской области на период до 2015 года (2001). Инициатор и разработчик Кадастра отходов горно-металлургического производства Мурманской области (1998—2000). Участвовал в фундаментальных исследованиях в рамках 7 проектов РФФИ (1998—2005), причем в 4 из них как научный руководитель. В последние годы занимается исследованием инженерно-экологических и геодинамических проблем освоения и транспортировки углеводородного сырья в евро-арктических условиях. Инициатор создания в ГоИ сектора по развитию соответствующего научного направления (2004). Ответственный исполнитель работ по научному обеспечению государственной безопасности на основе стратегического минерального сырья (2002—2005). Автор и соавтор более 150 научных публикаций, в том числе 8 монографий и 70 статей. Член-корреспондент МАНЭБ (1997). Член Ученого совета СПбГИЭУ (с 1996), экспертного совета РФФИ (с 2002), ОСУ КНЦ РАН (с 1999). При его непосредственном и участии при ГоИ созданы кандидатский (1989) и докторский (2000) диссертационные советы. Профессор (2001), заведующий кафедрой информационных систем в экономике (2002), преподает в филиале СПбГИЭУ (Апатиты).